# 阿波罗17号
阿波罗17号（英語：Apollo 17）是美国国家航空航天局最后一次阿波罗计划任务，也是人类迄今最后一次踏上月球，甚至是最后一次越过近地轨道。指令长尤金·塞尔南与登月舱驾驶员哈里森·施密特登月期间，指令舱驾驶员罗纳德·埃万斯绕月飞行。施密特是史上唯一踏足月球的专业地质学家，航空航天局受到很大压力，不得不尽量派专业科研人员登月，故以他取代约瑟夫·恩格。任务特别注重科研，包括多种新实验，如指令舱携带五只小鼠开展生物学实验。
任务规划人员挑选登月地点时主要考虑两大目标：获取比雨海更古老的月球高地物质样品，调查是否存在新近火山活动。经过月球轨道观察并拍摄照片后，看起来很像火山活动形成的陶拉斯-利特罗谷入选。三名航天员都曾是过往阿波罗登月任务的替补乘组，对阿波罗太空船很熟悉，能把更多时间用于地质培训。
经历阿波罗计划史上唯一因硬件问题导致的发射台延迟后，阿波罗17号于美国东部标准时间1972年12月7日12:33发射，此行与阿波罗15和16号一样属J任务，在月表停留时间更长，重点关注科研项目并使用第三台阿波罗月球车。塞尔南与施密特着陆陶拉斯-利特罗谷并完成三次舱外活动，收集月岩样品、部署科研仪器。矮子月坑发现的橙色土壤证实源自月球早期火山，埃万斯乘服务与指令舱在绕月轨道飞行，开展科学测量并拍照。12月19日太空船溅落南太平洋。
阿波罗17号刷新许多载人航天纪录，如耗时最长的载人航天任务（12天14时），舱外活动时离开航天器最远（7.6公里，至今保持）、月表舱外活动总时长（22时4分），收获月球样品最多（约115公斤）、绕月轨道飞行时间最长（6天4时）、绕月轨道飞行圈数最多（75圈）。

## 乘组和关键任务控制人员
| 岗位         | 航天员                           | 航天员                           |
| ------------ | -------------------------------- | -------------------------------- |
| 指令长       | 尤金·塞尔南 第三和最后一次飞行   | 尤金·塞尔南 第三和最后一次飞行   |
| 指令舱驾驶员 | 罗纳德·埃万斯 第一和唯一一次飞行 | 罗纳德·埃万斯 第一和唯一一次飞行 |
| 登月舱驾驶员 | 哈里森·施密特 第一和唯一一次飞行 | 哈里森·施密特 第一和唯一一次飞行 |

美国国家航空航天局（以下简称航空航天局）1969年宣布，阿波罗14号替补乘组分别是尤金·塞尔南、罗纳德·埃万斯、前X-15試驗機飞行员约瑟夫·恩格。根据阿波罗乘组轮换规则，替补乘组如无特殊情况则自动入选三次任务后的主乘组，故三人成为阿波罗17号乘组首选。航天员兼地质学家哈里森·施密特是阿波罗15号替补乘组，按轮换规则应该是阿波罗18号登月舱驾驶员。
阿波罗18号任务1970年9月取消，科学界强烈要求航空航天局派地质学家登月，取代没受专业地质培训的飞行员。航空航天局从善如流，让施密特担任阿波罗17号登月舱驾驶员。航空航天局飞行任务成员办公室主任迪克·斯雷顿还需决定指令长和服务与指令舱驾驶员人选，除塞尔南和埃万斯外，阿波罗15号替补乘组的理查德·戈尔登与文斯·布兰德也在考虑之列。斯雷顿最后选中塞尔南和埃万斯。塞尔南1971年1月演习时驾驶的貝爾47直升機在肯尼迪角附近坠入印第安河，事后判断事故源于飞行员失误，塞尔南坠机前误判飞行高度。阿波罗太空船项目办公室主任詹姆斯·麦克迪维特以上述事故为由反对选塞尔南当指令长，但斯雷顿不改初衷。塞尔南当上指令长后要求恩格当登月舱驾驶员，但得知自己根本没有谈判筹码后认命。阿波罗17号主乘组人选1971年8月13日公布。
塞尔南在阿波罗17号任务时38岁，是美國海軍上校，1963年入选第三组宇航员。他1966年驾驶双子座9A号，是1969年阿波罗10号登月舱驾驶员，阿波罗14号替补指令长。埃万斯1966年入选第五组宇航员，阿波罗17号任务时39岁，是美国海军中校。任务时37岁的施密特拥有哈佛大学地质学博士学位，1965年入选第四组宇航员。埃万斯与施密特都是首次参与太空飞行。
阿波罗16和17号是最后两次阿波罗登月任务，航空航天局挑选曾参与登月任务的航天员充当替补乘组，无需培训新人，节省经济和时间成本。阿波罗17号主乘组与替补乘组人选一同公布，替补乘组本是阿波罗15号主乘组：指令长大卫·斯科特、指令舱驾驶员阿尔弗莱德·沃尔登、登月舱驾驶员詹姆斯·艾尔文，但阿波罗15号邮封丑闻爆发后三人在1972年5月撤换，分别由参与阿波罗16号登月的指令长约翰·杨、登月舱驾驶员查尔斯·杜克、阿波罗14号指令舱驾驶员斯图尔特·罗萨取代。阿波罗16号指令舱驾驶员肯·马丁利儿子出生不久，为陪家人谢绝参与阿波罗17号的机会，故由罗萨代替，马丁利后来参与航天飞机项目。此外，罗萨还是阿波罗16号替补指令舱驾驶员。
水星和双子座计划任务分主要和替补两乘组航天员，阿波罗计划增加人称支持乘组的第三组人员。阿波罗计划要求每次会议各乘组都派人参加，阿波罗九号指令长詹姆斯·麦克迪维特认为乘组忙于在全美各地设施训练，可能无法及时赶回，斯莱顿接受建议设立支持乘组。支持乘组负责遵照指令长要求提供协助，人员大多资历尚浅，负责整理并及时更新任务规则、飛行計劃和检查清单。阿波罗17号的支持乘组包括罗伯特·欧沃米尔、罗伯特·帕克、戈尔登·福勒顿。
阿波罗计划的飞行主管负责“采取任何必要措施确保乘组安全和任务成功”，阿波罗17号飞行主管如下：傑拉爾德·D·格里芬（头班）、基恩·克蘭茨与尼尔·哈钦森（第二班）、皮特·弗蘭克与查尔斯·刘易斯（第三班）。此外，福勒顿、帕克、杨、杜克、马丁利、罗萨、艾伦·谢泼德、约瑟夫·艾伦任航天器通讯员。

## 任务徽章和呼号
阿波罗17号徽章图案主体是希腊太阳神阿波罗和身后渲染成白頭海鵰状的美国国旗。旗上三颗五角星代表任务乘组，右侧可见月球、土星、星系。白头海雕翅膀覆盖月球一角，代表人类涉足。

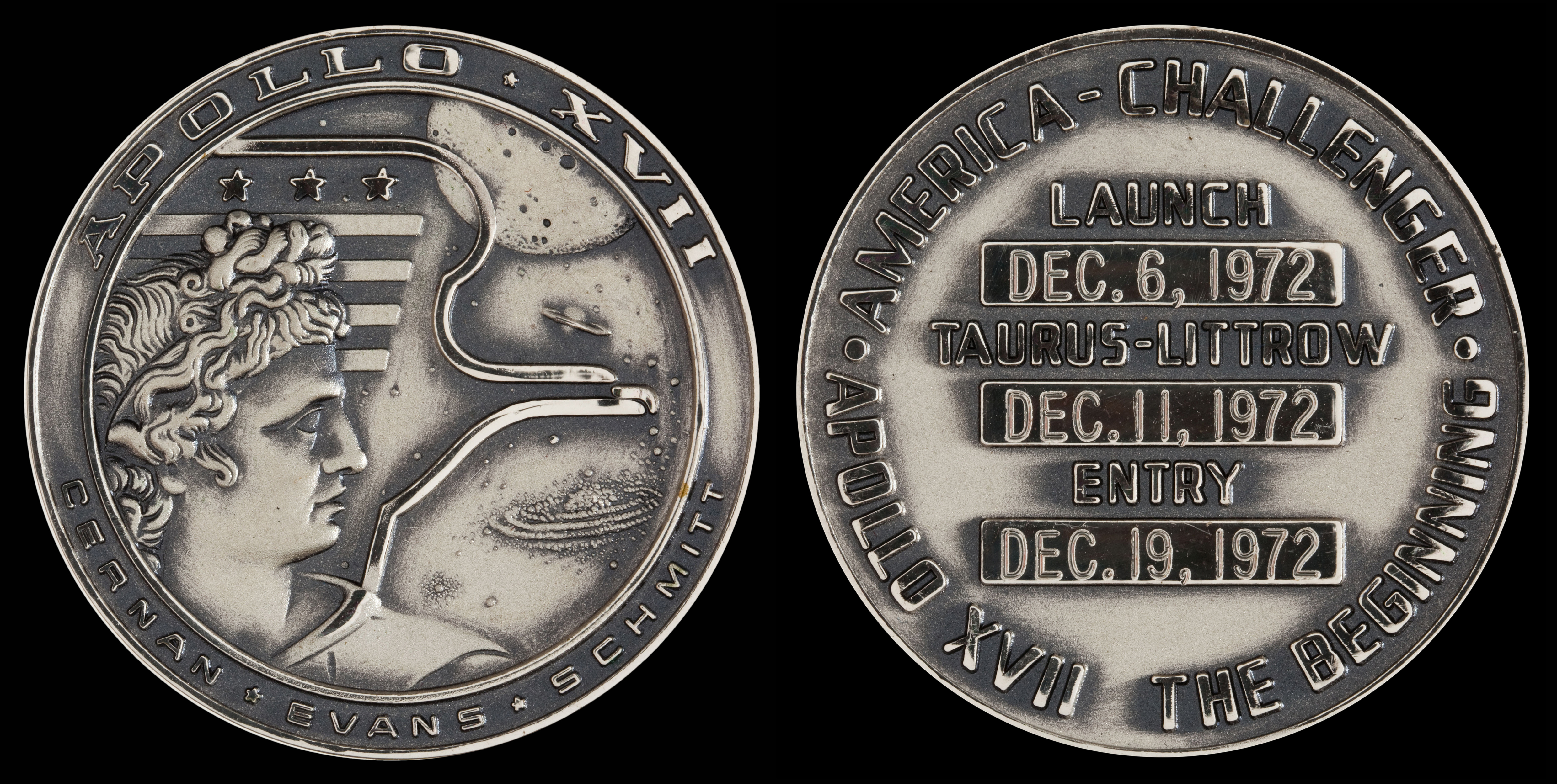
阿波罗17号太空飞行罗宾斯纪念银章

徽章采用的颜色也有寓意，金色祝福太空飞行从阿波罗17号开始进入“黄金时代”。阿波罗形象根据梵蒂冈博物馆雕塑《观景殿的阿波罗》创作，双眼看向未来，面朝徽章右侧比月球更遥远的天体，代表人类未来目标，阿波罗象征人类智慧和报负。徽章由美术家罗伯特·麦考尔根据乘组构想设计。
乘组为指令舱和登月舱挑选呼号时希望向支持阿波罗计划的美国民众和阿波罗17号任务致敬，希望呼号契合美国历史。据塞尔南透露，指令舱呼号“美国号”源自19世纪同名帆船，旨在感谢美国人民。乘组曾考虑“挑战者号”或“传承号”为登月舱呼号，最后选中前者，塞尔南称美国未来面对的挑战无疑超过传承。施密特离开“挑战者号”踏上月表之际说道：“我认为下一代应该接受挑战，我们对他们留下脚印拭目以待”。

## 规划与培训

### 行程、挑选登月点
根据航空航天局1969年计划，阿波罗17号原定1971年9月发射。阿波罗13号因事故意外中止，阿波罗太空船经历显著调整，后面各项任务相应推迟。1970年初阿波罗20号任务取消，航空航天局决定每年最多开展两次阿波罗任务。1972年是大选年，为防任务发生重大事故影响理查德·尼克松总统竞选连任，阿波罗17号定在11月普选过后。尼克松非常关心阿波罗13号乘组安危，担心再有任务陷入危局对竞选连任不利，一度撤销阿波罗17号拨款，但得知任务安排在12月发射后改变主意。
阿波罗17号与阿波罗15、16号一样属“J任务”，需在月表逗留三天并使用阿波罗月球车，科研任务更多。作为阿波罗计划最后的登月任务，尚未探索的高优先级登月点都在阿波罗17号考虑范围，但有些在任务早期便否决。例如阿波罗12号已经从哥白尼环形山取样，共有三次登月任务造访雨海附近并靠近哥白尼环形山边缘。第谷坑附近高地因地形崎岖，航天员难以前往否决。齐奥尔科夫斯基环形山位于月球背面，航天员维持对地通讯成本太高，结合其他技术问题否决。此外，危海西南面地区可由苏联航天器轻松前往并取样，所以也不考虑，登月点选定不久，月球20号便在危海西南取样。施密特主张着陆月球背面，但飞行运作总监克里斯·克拉夫特告知航空航天局拿不出必备通讯卫星所需经费后作罢。

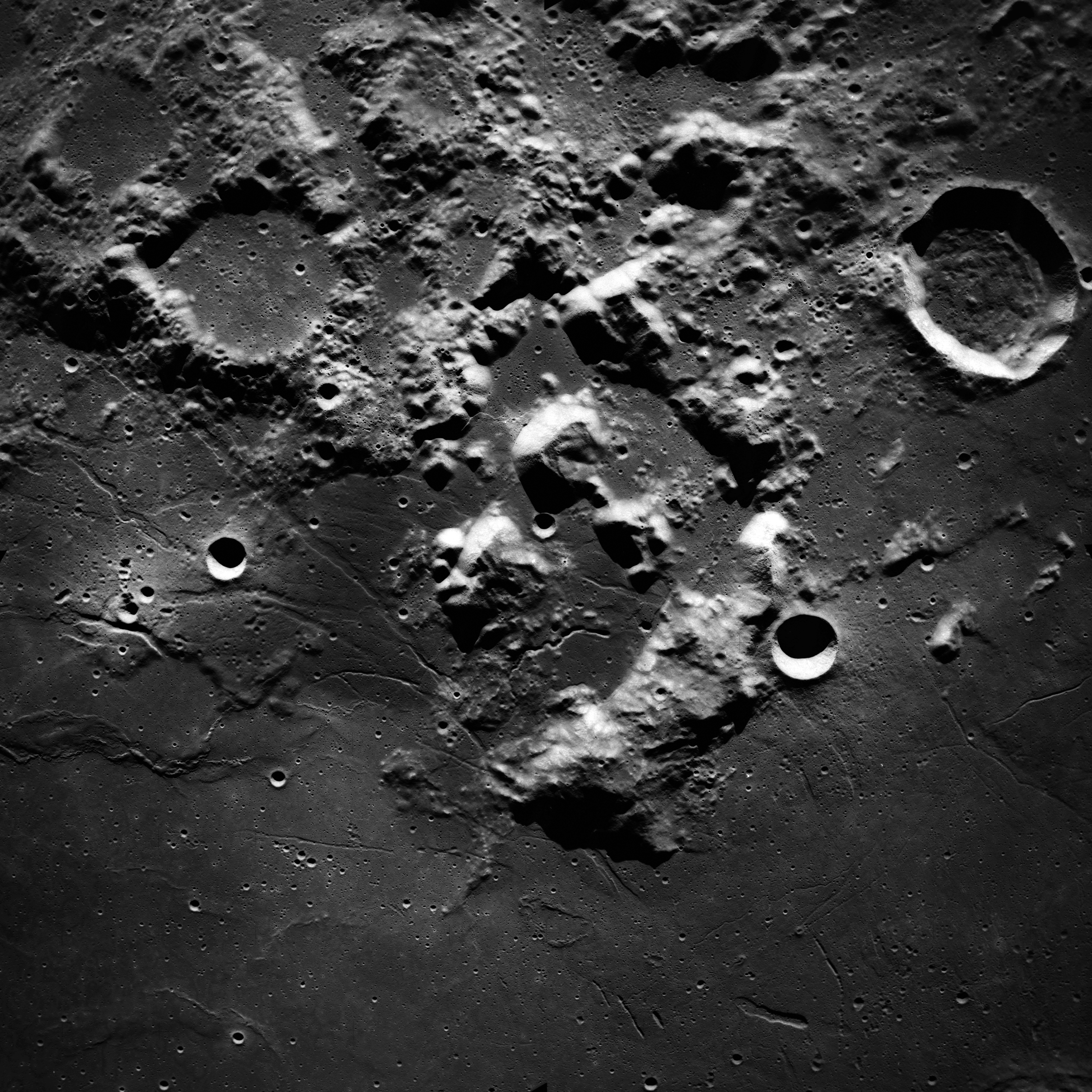
阿波罗17号指令舱拍摄的登月点及周边照片

阿方索环形山、伽桑狄环形山、陶拉斯-利特罗谷入围阿波罗17号登月点决选清单，规划人员根据任务主要目标挑选：“获取远离雨海的古老高地物质、取样新近（即不超过30亿年历史）火山活动，尽量不与阿波罗15和16号月面行动轨迹重叠，最大限度地获取新数据”。阿波罗15号指令舱驾驶员沃尔登飞过陶拉斯-利特罗谷时觉得眼前景观很可能由火山活动形成，是阿波罗17号最终前往该处的重要原因。
伽桑狄环形山因周边地形崎岖，估计航天员难以抵达淘汰；探索阿方索环形山比陶拉斯-利特罗谷难度小，但科研价值不及。航空航天局认为，只要陶拉斯-利特罗谷南壁近期发生山体滑坡，航天员就能获取年代久远的月球高地物质，还可能取得新近火山爆发产物样品。陶拉斯-利特罗谷与阿波罗15号登月点都位于月海边缘，但在此着陆的优势足以弥补地点雷同的不足。航空航天局人员和科学工作者组建阿波罗选址特设评估委员会，负责拍板阿波罗登月任务科研目标并挑选登月地点。委员会在1972年2月的最后一次会议上一致推荐陶拉斯-利特罗谷，航空航天局从善如流。

### 培训

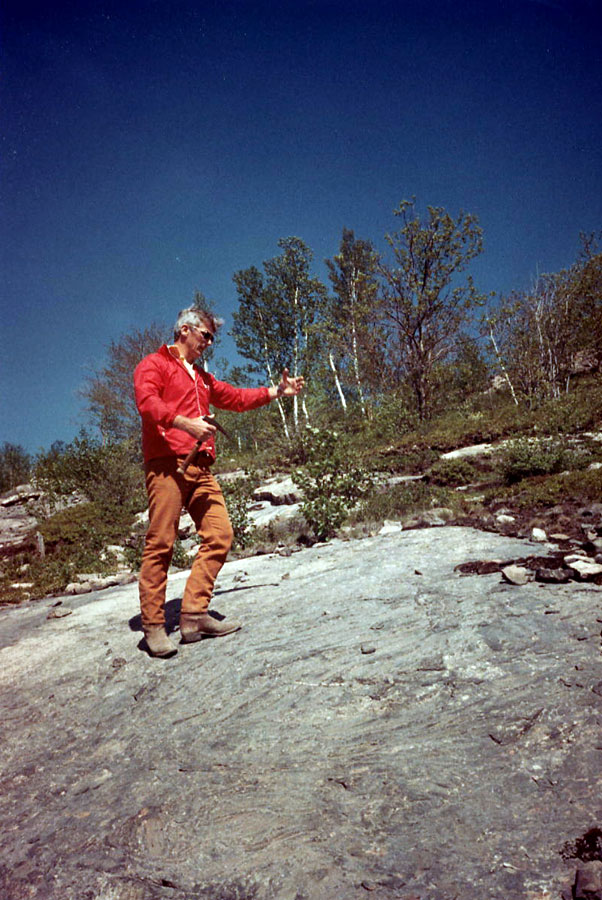
塞尔南1972年5月在安大略省大薩德伯里接受地质培训

与前几次登月任务一样，阿波罗17号乘组接受大量培训，如学习收集月表样品、使用航天服、月球车导航、生存训练、濺落与搜救训练、设备训练。尽可能结合月球实际情况为航天员安排地质实地考察，提供月球航空照片和地图，介绍登月点特征并提议实地考察路线。航天员经过上述准备次日就按建议路线出发，在沿途各站观察并完成任务。
1971年10月，航天员来到德克萨斯州大彎曲國家公園开始首次地质实地考察。陶拉斯-利特罗谷是在1972年2月入选登月点，故早期实地考察没有特别为此设计。从1972年6月开始，航天员参加的实地考察便是专为阿波罗17号登月点设计。塞尔南与施密特都曾是阿波罗登月任务替补乘组，熟悉许多规程。戈登·斯旺等培训人员担心，塞尔南对地质问题是否会听从专业地质学家施密特的意见。塞尔南曾与恩格一起参与阿波罗14号任务训练，此时不得不接受施密特替代恩格的现实。所幸两人的团队协作效果良好，塞尔南学会准确描述地质实地考察见闻，有必要时能在没有施密特的情况下独立执行任务。
登月乘组按规划应当分工协作，抵达新地点后塞尔南执行调整月球车天线等任务以便向地球传送信号，施密特汇报地质情况。地面科研人员根据施密特的报告调整计划任务，再由航天器通讯员转达登月乘组。据向航天员提供培训的威廉·穆尔伯格回忆：“实际上是（施密特）在月球主导任务，我们就是这样安排。地质学界对此人尽皆知，我隐约觉得高层也知道这样切实可行，所有没有反对。”
替补指令长和登月舱驾驶员参与部分地质实地考察。阿波罗15号乘组1972年2月划为阿波罗17号替补乘组，此前实地考察便已开始。斯科特与艾尔文至少有一人参加四次实地考察，其中两次两人都在场。替补乘组更换后，杨与杜克参加最后四次实地考察。替补乘组在主乘组半小时后出发，执行完全相同的任务，并由独立的模拟航天器通讯员和任务控制中心引导。阿波罗17号航天员的实地考察达14次之多，相比之下阿波罗11号仅一次。
埃万斯没参与地质实地考察，此时针对指令舱驾驶员的地质培训已经发展成熟，他的培训与指令长和登月舱驾驶员不同。埃万斯与航空航天局地质学家兼飞行员迪克·莱德利乘飞机飞过地质点，飞行训练高度要么在1.2万米，要么在300到1500米范围。从1.2万米海拔高度观察地表相当于从111公里高空月球轨道用双筒望远镜观察月表。埃万斯每次训练前花数小时听取介绍并接受学习指导，训练后汇报并评估。法鲁克·埃尔巴兹在培训后期教导埃万斯月球地质直到火箭发射前不久。根据计划，埃万斯将随指令舱反复绕月飞行并拍摄照片，培训信息包含他将会看到的月表特征。

## 设施与实验

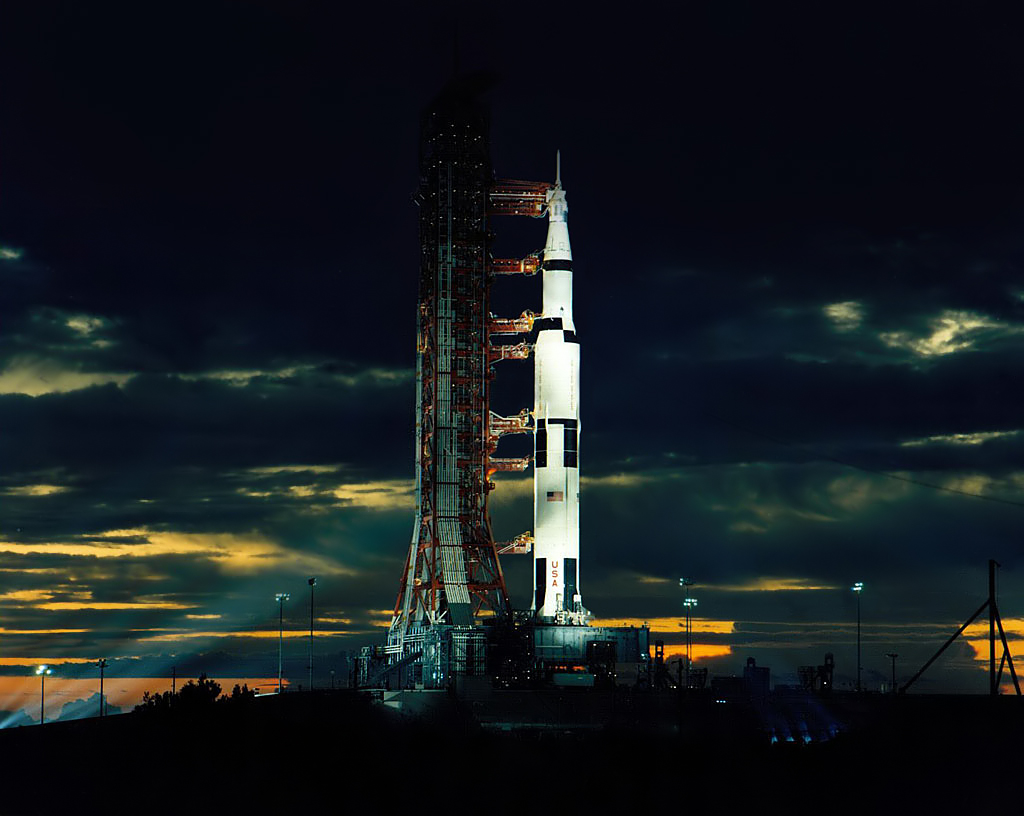
1972年11月，用于阿波罗17号发射的土星五号运载火箭“SA-512”在发射台等待点火

### 航天器与运载火箭
阿波罗17号太空船由114号服务与指令舱（编号“CSM-114”，又由114号指令舱“CM-114”和114号服务舱“SM-114”组成）、12号登月舱（编号“LM-12”）、太空船与登月舱适配器、发射逃逸系统组成。如果火箭发射不久任务因故中止，发射逃逸系统包含的火箭发动机可将指令舱送往安全位置，太空船与登月舱适配器在火箭发射及任务飞行早期相当于容纳登月舱的容器。发射逃逸系统在火箭飞到足够高的位置后不再起作用，直接抛弃。太空船与登月舱适配器同服务与指令舱、登月舱分离后留在S-IVB三级火箭顶部。
航空航天局共订购15枚土星5号运载火箭，发射阿波罗17号的是第12枚，编号“SA-512”。火箭发射时重2961.86吨（其中阿波罗太空船52739公斤），只比阿波罗16号略轻，比其他阿波罗载人任务都重。

#### 准备与组装
1970年10月27日，S-II二级火箭率先运抵肯尼迪航天中心，下一个是12月21日抵达的S-IVB，S-IC一级火箭1972年5月11日运到，接下来是6月7日送到的仪器部件。登月舱此时已经送到，其中上升段1971年6月16日抵达，下降段次日到达。114号指令舱和服务舱、21号太空船与登月舱适配器均在1972年3月24日送到，月球车同年6月2日赶到。

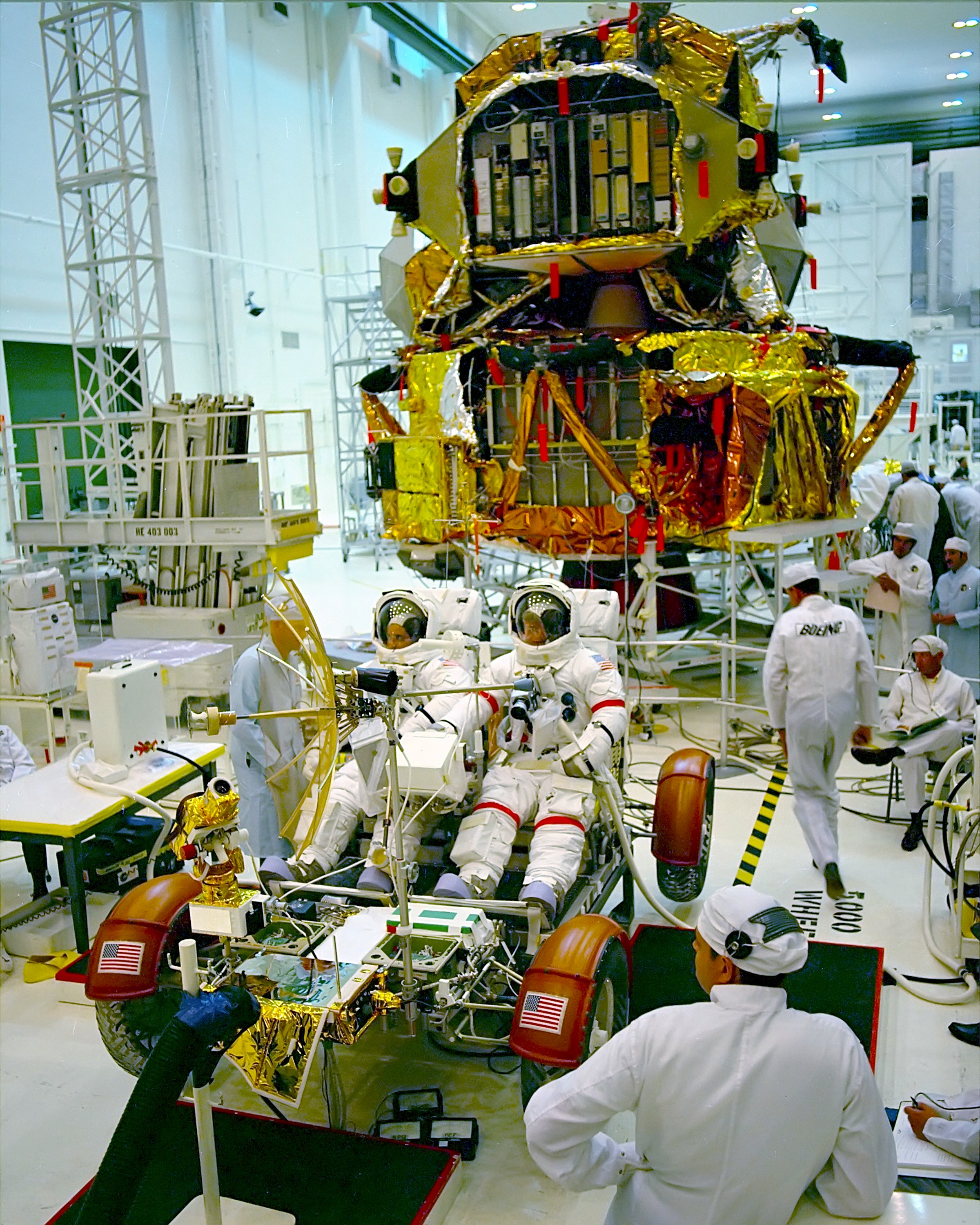
1972年8月塞尔南（右）与施密特坐在训练月球车上，身后是登月舱模型

指令舱与服务舱1972年3月28日配对，航天器测试同月开始。服务与指令舱放入肯尼迪航天中心真空室，在真空环境测试。登月舱同样放入真空室，主乘组和替补乘组均参与服务与指令舱和登月舱测试。工作人员测试早期发现登月舱会合雷达组件接收电压太高，由制造商格鲁门公司替换，登月舱着陆雷达同样因不定时故障更换。阿波罗月球车的前后转向马达需更换并增加多项调整。1972年7月登月舱移出真空室安装起落架，同服务与指令舱、太空船与登月舱适配器拼接。完成合并的航天器8月运到航天器裝配大樓接受进一步测试，随后装入装载火箭。模拟任务等各项测试完成后，月球车在8月13日装入登月舱。
1972年5月15日各级运载火箭开始在航天器装配大楼三号隔间组装，6月27日完工。楼内此时还在处理天空实验室一号和二号的运载火箭，是航空航天局自阿波罗计划1969年达到高潮以来首次同时处理三枚火箭。8月24日太空船装入火箭，28日运到39A号发射台。土星五号此后还会把天空实验室送上轨道，但当地居民仿佛阿波罗17号就是土星五号任务绝响一样，五千人前去观看火箭运往发射台，主乘组当时与本迪克斯公司操作人员一起登上航天器运输车。
火箭运到39A发射台后继续测试，1972年10月11日服务与指令舱同火箭电气匹配。11月20至21日倒计时演示测试结束，为全部测试程序划上句点。协调世界时1972年12月5日中午12点53分（北美东部时区上午7点53分）发射倒计时开始。

### 月表科研

#### 月表实验包
阿波罗11号之后的登月任务均携带阿波罗月球表面实验数据包，其中设备采用核能供电并在月球部署，航天员返回地球后还能长时间运转。阿波罗17号数据包包含用于测量月球内部热流速度的热流实验，月表重力仪用于现场测试月球重力场变化，月球大气成分实验用于研究大气组成，月球地震剖面实验探测附近地震活动，月球喷射物与陨石实验测量尘埃粒子的速度和能量，除热流实验曾在以往任务部署外，其他都是新实验。
阿波罗13、15、16号都曾携带热流实验设施，但只有阿波罗15号完成部署，实验数据出人意料，科研人员迫切希望再次部署验证，阿波罗17号达成目标。月球重力仪旨在探测重力波，验证阿尔伯特·爱因斯坦的廣義相對論，但最终没达成预期效果。月球大气成分实验在月表部署设施，以质谱仪分析月球大气。过往任务以其他实验测量大气颗粒数量，阿波罗17号的月球大气成分实验最后断定大气主要包含氖、氦、氢。月球地震剖面实验是地震探测设备，采用地震检波器探测地面控制人员在航天员离开月球后引爆爆炸物。月球地震剖面实验运行时只能以高比特率向地球传送信息，月表实验包其他实验此时都无法传送，但持续运作时间有限。设备启动并探测登月舱上升段起飞、炸药引爆、上升段抛弃后撞击月表，此后大概每周打开一次，共持续约100小时。月球喷射物与陨石实验以探测器测量尘埃颗粒特征，希望找到彗星、星际空间物体撞击月球留下的灰尘，但分析表明设备基本只探测到月表缓慢移动的灰尘。
1977年9月30日，还在运行的月表实验全部停用，主因是预算限制。

#### 其他月表科研项目

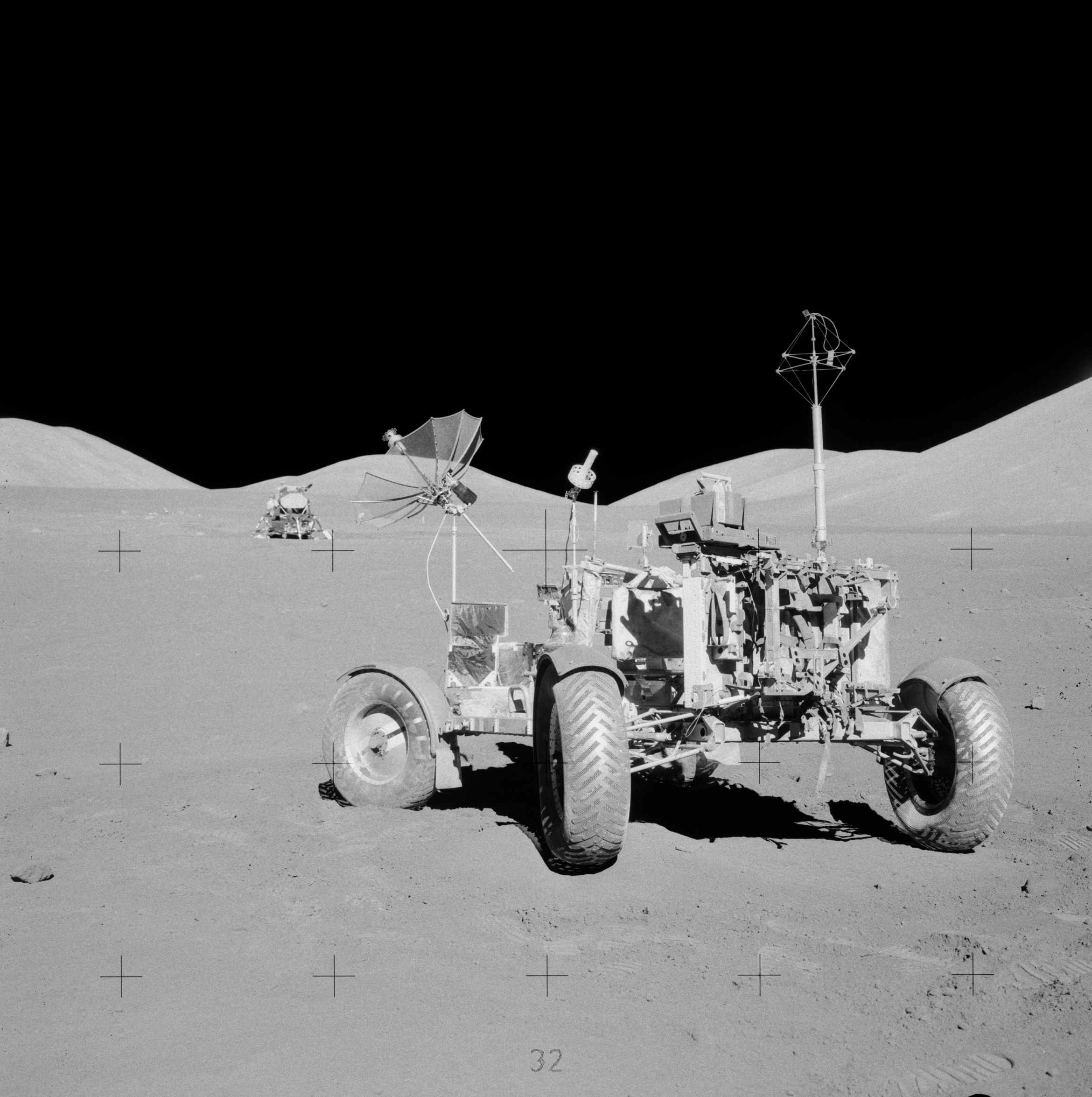
航天员留在月球的阿波罗17号月球车，车辆右后方的天线便是月表电属性实验接收器

阿波罗15至17号均携带月球车，除三次月表行走时运送航天员外还用于运输工具、通讯设备、月岩样品。阿波罗17号月球车还运输移动重力仪实验、月表电属性实验等科学仪器，共行驶4小时26分，距离35.7公里，塞尔南与施密特距登月舱最远时约7.6公里。
移动重力仪由麻省理工学院德雷伯实验室制作，随阿波罗17号首次部署。重力仪对研究地球内部结构非常实用，科研人员希望移动重力仪实验对月球研究起同等功效。重力仪用于测量登月点及登月舱附近相对重力值，还可测量舱外活动途中各位置数值。科研人员利用测量数据判断登月点及周边地质结构，仪器放在月表或月球车上都能测量。重力仪经三次舱外活动共测量26次，结果卓具成效。
月表电属性实验同样为阿波罗17号独有，包含两大部件：装在登月舱附近的发射天线、装上月球车的接收天线。发射天线发射电信号，经过月表由抵达不同位置的月球车接收。对比发射和接收的电信号可判断月球土壤电学特征。实验结果与月岩成分一致，阿波罗17号着陆点至少两公里地下几乎不含任何水分。
航天员在月表钻孔采集岩芯样品，再朝钻出的洞放入长2.4米、直径两厘米的月球中子探测器。设备用于测量穿过探测器的中子数量，进而判断月表在微陨石或其他因素影响下土壤缓慢混合或掩埋的速度。探测器在首次舱外活动放入孔洞，最后一次舱外活动取出带回地球，将测量结果与钻孔取样包含的中子通量对比。探测器与钻孔取样所得同现有理论相符，即月表土壤每一百万年翻转一厘米，翻转一米需十亿年。

### 月球轨道科研项目

#### 生物学实验
阿波罗17号指令舱开展生物宇宙线实验，携带五只头皮下植入辐射监测器的小鼠，检视它们是否受宇宙射线伤害。每只小鼠放入相互独立的金属管并供氧，跟随指令舱飞行。五只小鼠均为囊鼠，文献记载详尽、个头小，任务期间无需饮水、排泄物体积小，持续密封相对简单，比较能承受环境压力，故选为实验目标。五鼠四雄一雌，正式编号分别是A3326、A3400、A3305、A3356、A3352。另据塞尔南回忆，阿波罗17号乘组为五只小鼠分别取名“福”、“菲”、“弗”、“方”、“菲伊”。
任务期间一只小鼠死因不明，只有两只看起来状态良好。存活小鼠经研究发现头皮内部病变，还有一例肝部病变。没有证据表明两类病变有关，也没有证据表明病变由宇宙射线造成。
阿波罗16号曾开展类似生物学实验，密封容器装有种子和简单动物（卤虫与甲虫）的卵，旨在测试太空旅程对这些生物及上面微生物的影响。结果表明种子和微生物几乎不受影响，但所有的卵不是无法孵化，就是不能正常发育成熟，许多呈现异常或死亡。

#### 科学仪器舱

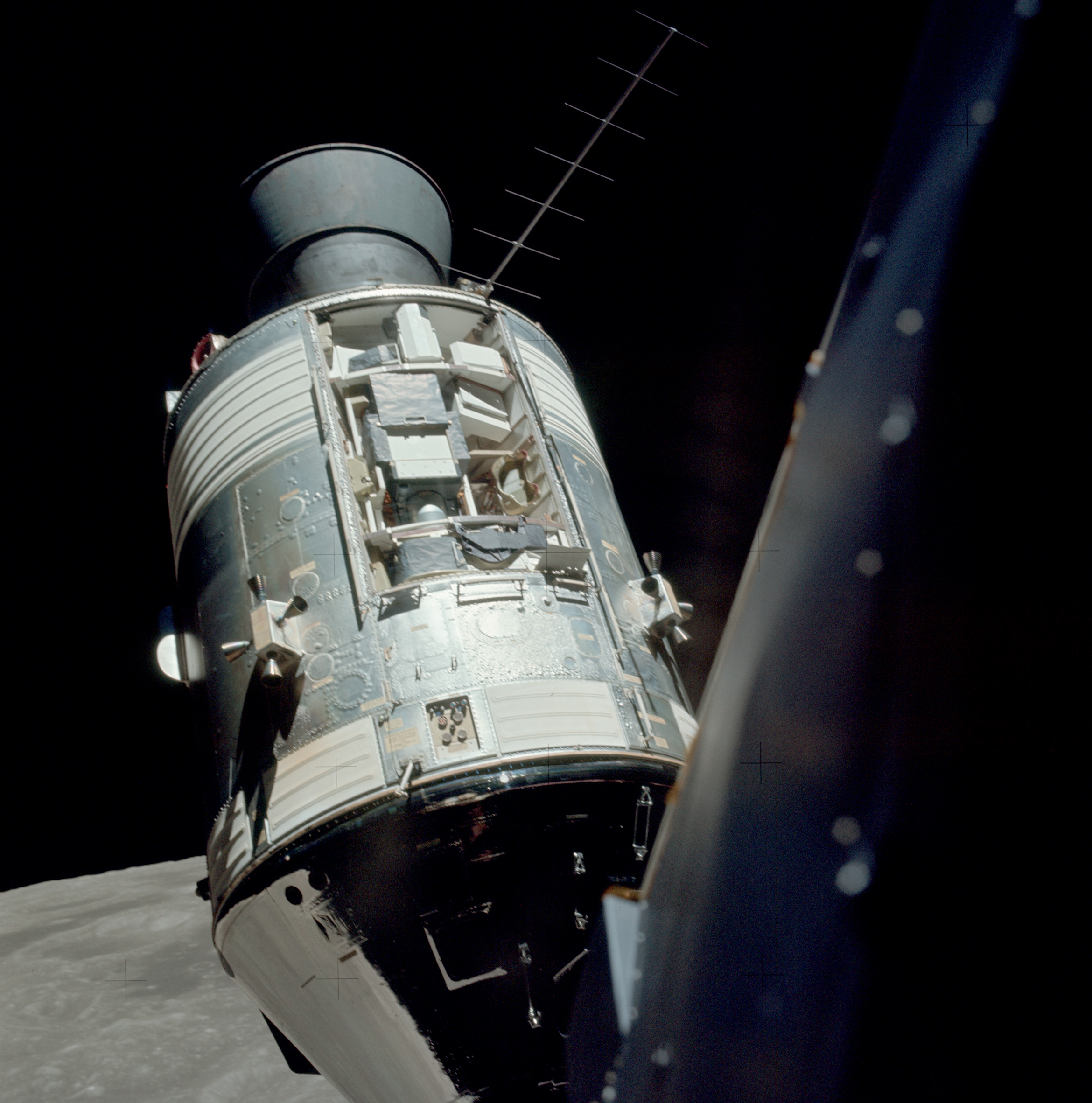
“挑战者号”登月舱在月球轨道拍下“美国号”服务舱的科学仪器舱照片

阿波罗17号服务舱包含科学仪器舱，内有三种在绕月轨道部署的新实验：探月器、红外扫描辐射计、远紫外线分光计，还有曾在过往任务部署的地图相机、全景相机、激光高度计。
探月器向月表发射电磁脉冲束，旨在获取数据协助开发约1.3公里深的月球内部地质模型。红外扫描辐射计旨在绘制月表温度图，协助定位大片岩石、火山活动，判断月球地壳结构差异。远紫外线分光计用于获取月球大氣層组成、密度、区域差异信息，还能探测太阳发射并经月表反射的远紫外线辐射。激光高度计用于测量航天器在月表上方的高度，精确度控制在约两米内，向同样位于科学仪器舱的地图和全景相机提供高度信息。

#### 闪光现象及其他实验
从阿波罗11号开始，历次任务乘组都发现闭上眼睛后有时会看到“条纹”或“斑点”状闪光，而且大多是在乘组睡觉、航天器光线变暗时看到。乘组在月表时看不到这种闪光，但往返月球途中或在绕月轨道飞行时平均两分钟就看到一次。
阿波罗17号重复阿波罗16号做过的实验，判断闪光是否同宇宙線有关。埃万斯眼部佩戴设备，记录高能粒子穿过设备的时间、强度、路径，另外两位航天员戴着遮光眼罩。研究人员认为现有证据表明带电粒子穿过视网膜的确令人感觉看到闪光。
阿波罗17号携带的碘化钠晶体与阿波罗15和16号伽马射线光谱仪中晶体相同，测得数据经地面人员检验后用于制定基准线，减去指令舱或宇宙辐射射线后就能根据早期结果取得更有用的数据。登月舱、服务与指令舱的S波段转发器指向月球获取引力场数据。月球軌道計畫探测器所获数据表明，月球重力因存在質量瘤略有变化。阿波罗15、16号部署的月球子卫星所获数据与历次任务数据一起用于绘制月球重力变化图。

## 任务重点

### 发射并飞向月球

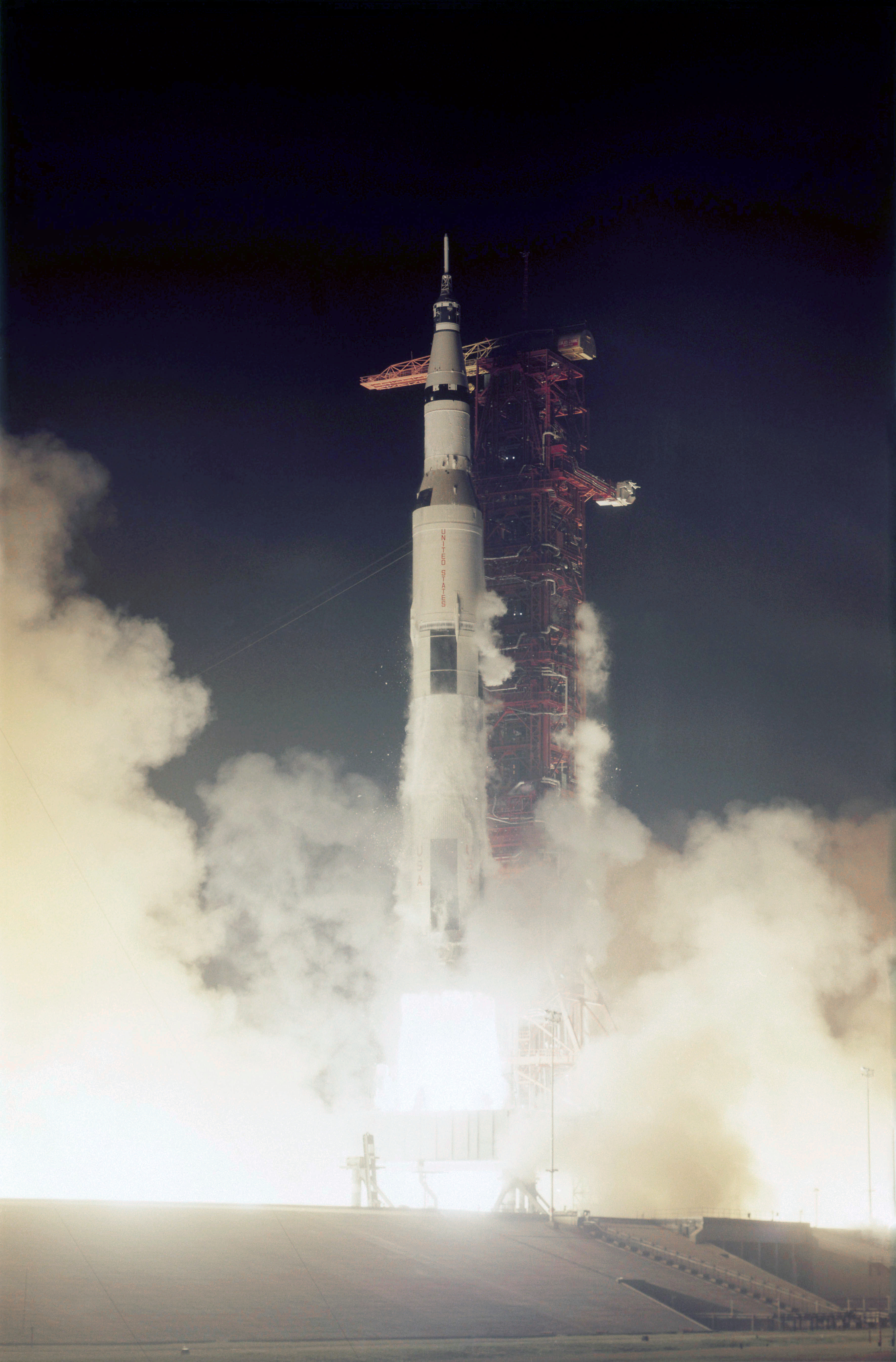
1972年12月7日阿波罗17号发射

阿波罗17号原计划北美东部时区1972年12月6日晚9点53分发射（协调世界时12月7日凌晨2点53分），是土星五号火箭唯一的夜间发射和最后一次载人任务。距发射倒计时仅剩30秒时发射定序器自动切断，令发射延迟两小时40分。工作人员很快确定发射定序器没有自动为三级火箭液氧罐加压，发射控制人员发现后手动加压但定序器没有发现，结果中止倒计时。技术人员处理故障以便继续发射，时针重置在距发射22分钟。这是阿波罗计划唯一由硬件问题导致的发射延迟。恢复倒计时后，阿波罗17号在北美东部时区1972年12月7日凌晨0点33分发射。发射窗口从原计划发射时间开始持续到次日凌晨1点31分，火箭必须在这段时间发射。
约50万人凌晨赶到肯尼迪航天中心周围观看发射盛况，800公里外都能看到火箭升空，远在佛罗里达州迈阿密的观众看到“红色条纹”穿过北部夜空。航天员尼尔·阿姆斯特朗、理查德·戈尔登，还有据称130岁高龄的超级人瑞查理·史密斯莅临发射现场。
火箭爬升抵达的轨道高度和速度几乎与计划完全相符。发射后数小时航天器绕地球轨道飞行，乘组监控并检察航天器，确保做好离开地球轨道的准备。北美东部时区凌晨3点46分，S-IVB三级火箭点火并保持351秒切入地月转移轨道，推动太空船飞向月球。
地面控制人员选择速度更快的轨道，补偿发射延误，确保阿波罗17号按原定时间抵达绕月轨道。三级火箭点火切入地月转移轨道后约半小时，服务与指令舱同火箭分离，埃万斯将舱体转向对准与火箭连接的登月舱。服务与指令舱接下来对接登月舱，再同三级火箭分离。地面任务控制中心控制无需继续推动太空船的三级火箭撞击月球，激发以往阿波罗任务留在月表的地震仪。S-IVB在任务开始近87小时后撞击月表，激发阿波罗12、14、15、16号留下的地震仪。火箭发射约九小时后，乘组结束任务第一天的工作开始睡觉。

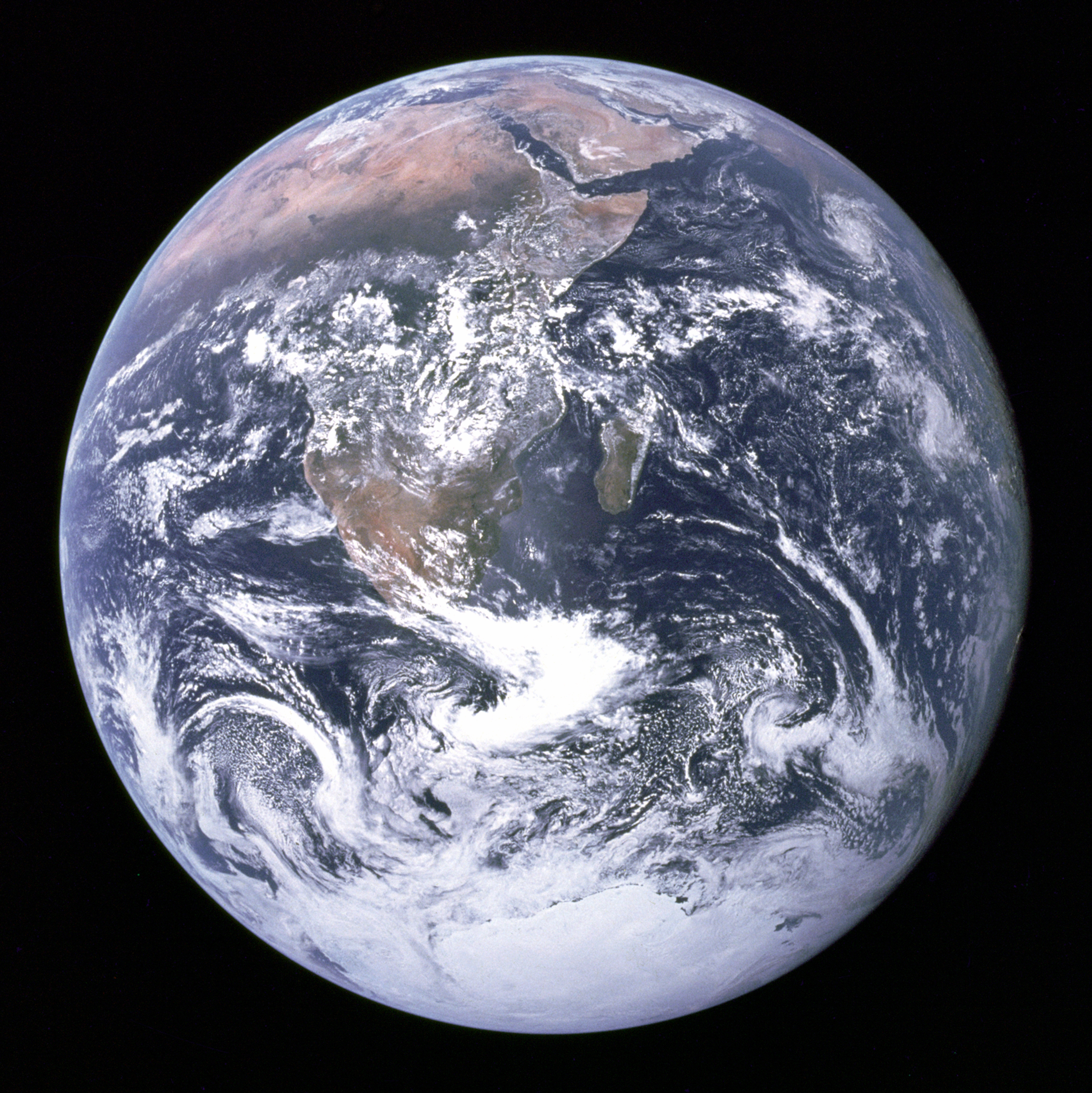
阿波罗17号地月转移阶段拍下的地球照片，后得名《藍色彈珠》

地面任务控制中心与乘组决定缩短任务第二天工作时间，以便调整乘组此后几天的睡眠周期，为登月当天早起做准备。任务第一天的工作时间因发射推迟延长，故只需保证乘组充足睡眠就能达成上述目标。乘组第三天醒来后执行首次中途校正，服务舱推进发动机点火并持续两秒来调整航天器飞向月球的轨道。接下来乘组打开隔断服务与指令舱和登月舱的舱口，经检查确定登月舱各功能正常。根据飞行计划，一切正常意味着任务时钟可以提前，任务控制中心和乘组决定提前两小时40分，正好补偿火箭发射延误时间，其中一小时补在任务启动45小时处，剩余时间补在65小时处。
乘组飞向月球途中为地球拍照，其中一张照片得名《藍色彈珠》。乘组发现连接服务与指令舱和登月舱的其中一个闩锁打开，任务开始近60小时之际埃万斯修理门闩，施密特与塞尔南进入登月舱开始第二阶段打扫。修理完成后，门闩停在登月舱从月表起飞并对接服务与指令舱所需位置。
乘组在飞向月球途中开展热流与对流演示和阿波罗“闪光”实验。服务舱的科学仪器舱门在航天器进入绕月轨道数小时前抛弃。北美东部时区12月10日下午2点47分左右，服务舱推进发动机点火减缓太空船进入绕月轨道的速度。切入并稳定轨道后，乘组开始准备着陆陶拉斯-利特罗谷。

### 登月
登月当天乘组先检查登月舱各项功能，没有发现影响任务继续的问题。三人穿上航天服，塞尔南与施密特进入登月舱准备脱离服务与指令舱并着陆。脱离后两边维持近距离绕月飞行约一个半小时，航天员在降落前最后一次检查各项功能。接下来指令长和登月舱驾驶员调整“挑战者号”轨道，轨道最低点在着陆点上方约16.9公里，准备降落到陶拉斯-利特罗谷。埃万斯同期在轨道观测并开展实验，等待队友数天后回归。
登月舱脱离服务与指令舱两小时后，塞尔南与施密特完成着陆前准备，点火下降段发动机开始朝陶拉斯-利特罗谷降落。约十分钟后“挑战者号”按计划翻转，两人面朝登月点，塞尔南引导航天器飞向理想的着陆位置，施密特向飞行计算机输入着陆必须的数据。北美东部时区12月11日下午两点55分登月舱着陆月表，距下降段发动机点火刚过去12分钟，着陆点在预定位置以东约两百米。两人很快开始重新配置登月舱，为停留数天和首次月表舱外活动做准备。

### 月表

#### 首次舱外活动

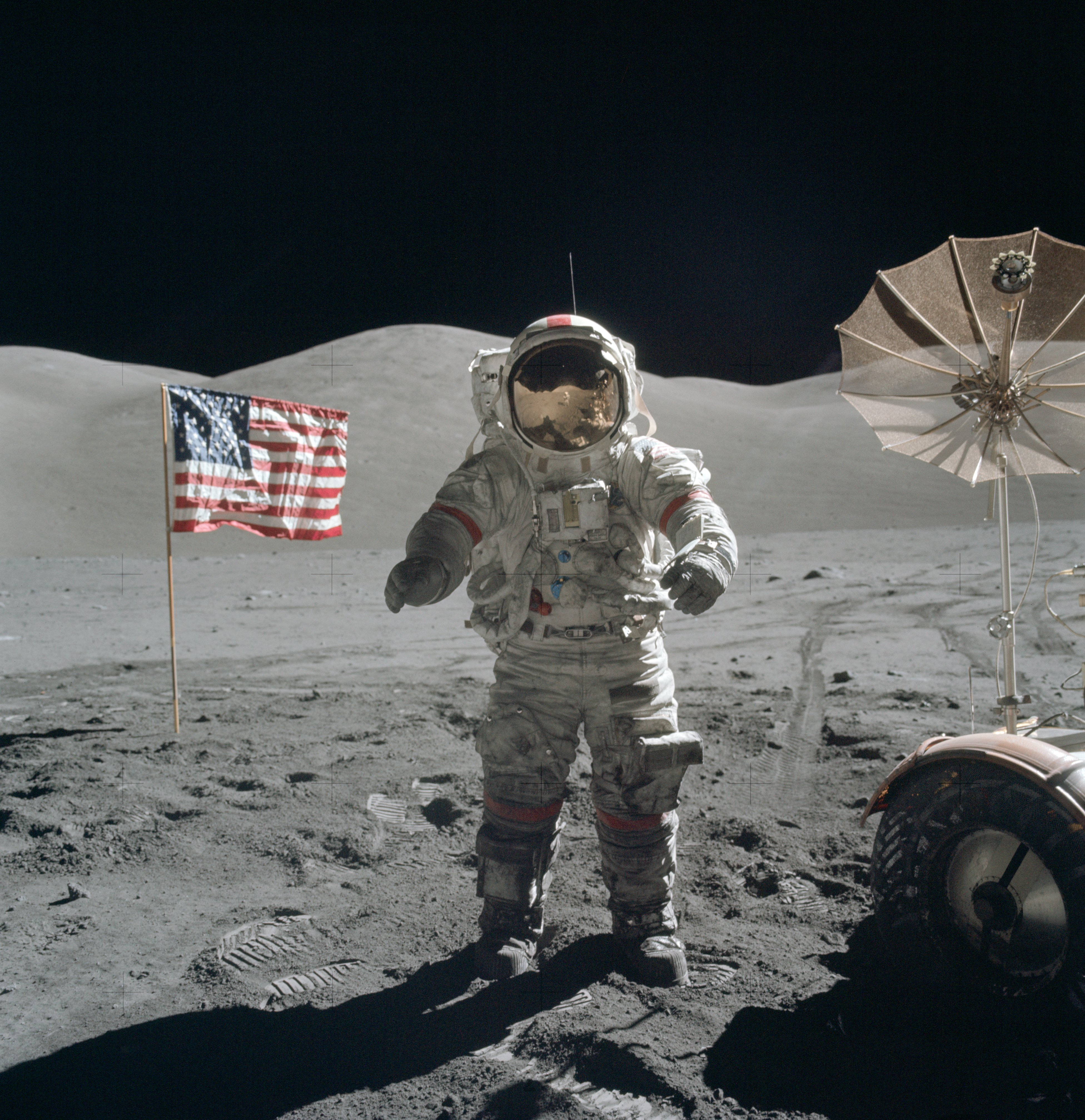
1972年12月13日塞尔南立足月表

塞尔南与施密特在月表停留约75小时，共执行三次舱外活动。两人安装月球车，安放月表实验包和地震炸药，驾驶月球车前往九个预定地质调查点收集样品并观测。途中施密特自行决定短暂停车12次取样，航天员无需下车，直接用带手柄的勺子取样。舱外活动期间始终由指令长驾驶月球车，登月舱驾驶员协助导航，与阿波罗计划其他J任务（即阿波罗15和16号）一致。
首次月表旅行在“挑战者号”着陆后四小时（北美东部时区12月11日下午6点54分）开始，乘组走出舱口并走下梯子站上脚垫，塞尔南踏出月表活动第一步并在行动前向所有贡献阿波罗17号任务的人致敬。塞尔南检视登月舱周围并表达看法后，施密特踏上月表。两人首先把月球车等设备卸下登月舱，塞尔南在月球车旁工作时意外将锤子掉在右后档泥板下，导致档泥板脱落。阿波罗16号任务期间，约翰·杨在月球车周围活动时发生过类似意外。挡泥板掉落不致影响任务成败，不过塞尔南和施密特此后乘月球车行驶时一直被扬起的尘土覆盖。第二次舱外活动开始时两人用强力胶布把纸质地图粘在受损挡泥板上，但胶布粘上月尘导致粘力变差，只维持很短时间。部署并测试月球车机动能力后，指令长和登月舱驾驶员在着陆点以西不远处部署月表实验包。部署实验包耗时超过预期，钻孔抽取岩芯样品比较困难，第一次舱外活动的地质任务必须缩减，取消前往埃默里月坑的计划。塞尔南与施密特部署实验包后乘月球车前往着陆点南面的斯台诺月坑，准备挖出地下物质，为形成陨石坑的撞击取样。两人收集14公斤样品，用重力仪测量七次，安装两块炸药。炸药回头遥控引爆，供乘组放置的地震检波器和过往任务所留地震仪检测。首次舱外活动持续7小时12分，两人此后在加压登月舱停留17小时。

#### 第二和第三次舱外活动
12月12日，塞尔南与施密特在任务控制中心播放的《女武神的騎行》音乐声中起床，开始第二次月球之旅，两人首先修理月球车挡泥板。约翰·杨传达飞行控制人员夜间设计的修理方案：把四张硬纸地图粘成“挡泥延长板”，然后夹在挡泥板上。航天员按指示操作后，挡泥板一直正常运作到第三次舱外活动接近尾声。塞尔南与施密特接下来前往位于南部山脚的第二站：南森月坑，抵达时距“挑战者号”约7.6公里，创下航天员在地球以外行星体与加压航天器的安全距离新纪录并保持至今，也是史上所有舱外活动距加压航天器最远的一刻。航天员此时已至“返航极限”，即一旦月球车损坏两人能步行返回登月舱的最远距离。塞尔南与施密特随后驾车向东北返程。施密特在第三站工作时摔倒，场面尴尬。帕克笑称休斯顿芭蕾舞团致电航空航天局总机邀请施密特加入，第三站所在地2019年更名芭蕾月坑。航天员在第四站矮子月坑发现橙色泥土，后来证实是超35亿年前形成的细微火山玻璃珠。任务控制中心科研人员得知发现橙色泥土后大喜过望，觉得航天员很可能发现火山口。但样品带回地球分析后科研人员确认矮子月坑不是火山口，而是撞击坑。分析还发现橙色泥土包含熔岩残留，熔岩在约35亿年前的月球早期向天空喷射，远早于矮子月坑形成。橙色的火山玻璃凝固后由熔岩沉积物掩埋，直到不到两千万年前由形成矮子月坑的撞擊事件撞出。
第二次舱外活动的最后一站是卡米洛特月坑，航天员此行共收集34公斤样品，用重力仪测量七次，安装三块炸药。塞尔南与施密特以7小时37分刷新舱外活动时长纪录，还创下距航天器最远纪录、单次行星体舱外活动覆盖范围最大纪录。即时拼凑的简易挡泥板完好无损，“美国车身协会”主席授予两人终身名誉会员。

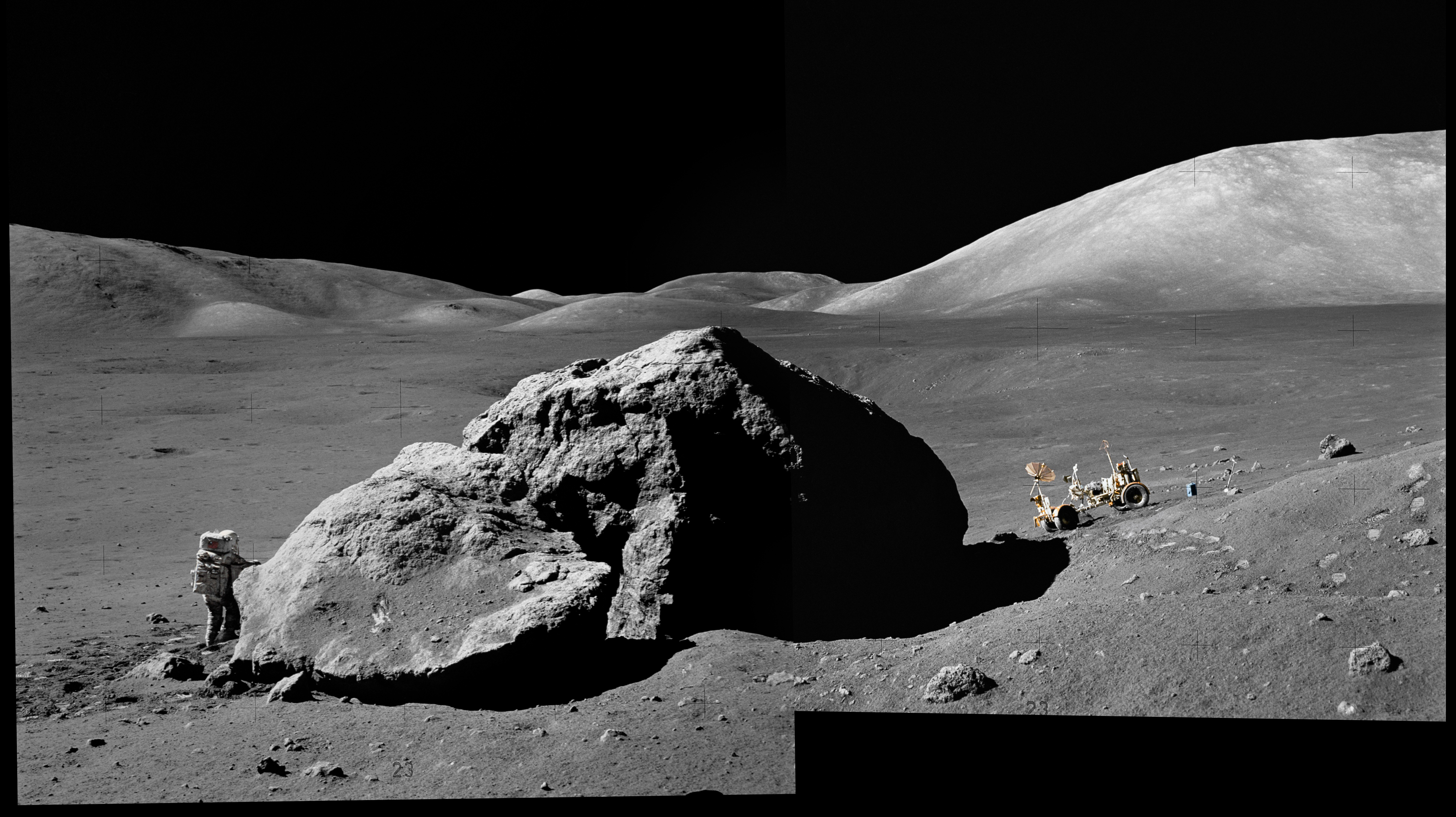
施密特在特雷西岩旁工作的合成图像

北美东部时区12月13日下午5点25分，阿波罗17号第三次、阿波罗计划最后一次舱外活动开始。塞尔南与施密特乘月球车前往着陆点东北，探索北部山丘和雕塑山底部。两人在第六站仔细观察房子大小的巨石，并以塞尔南的女儿为其取名“特雷西岩”。第九兼计划的最后一站是范塞尔格月坑。指令长和登月舱驾驶员此行共收集66公斤样品，重力仪测量九次。第一次舱外活动开始不久，施密特在着陆点附近边缘看到一块纹理细密的岩石，与周围其他岩石不一样，他在第三次舱外活动结束前把这块岩石带回登月舱。岩石后指定编码“70215号样品”，重八公斤，是阿波罗17号带回地球最大的月岩，其中一小片现在史密森尼学会展出，属极少数允许公众接触的月岩。施密特在第六站、北部山丘底部附近收集的橄长岩编号“76535”，经确认是未经重大地质活动影响的最古老月球橄长岩。科研人员利用该样品开展热年代学研究，判断月球是否形成金属核心，研究结果表面月球核心符合发电机理论。
乘组在舱外活动结束前收集一块角砾岩作为送给地球各国的礼物，此时正有70个国家的学生代表畅游美国并来到休斯敦任务控制中心。角砾岩得名友谊之石，后来切下部分送给这些学生代表的国家。塞尔南与施密特接下来为登月舱上纪念阿波罗计划成就的牌匾揭幕。塞尔南在最后一次走进登月舱前言道：
……我站在月表，即将踏出人类在月球表面的最后一步踏上归程，但我们相信人类定将在不久的将来重返月球。我敢说历史会记住，美国今日之挑战塑造人类未来命运。我们在陶拉斯-利特罗谷离开月球，秉持天神意旨，我们来去以及未来返回之际都伴随人类和平与希望。祝阿波罗17号乘组好运。
塞尔南跟在施密特身后回到登月舱，最后一次舱外活动持续7小时15分。登月舱口关闭并重新加压，两人脱掉航天服并调整设置准备在月表睡最后一觉。与前两次舱外活动结束后一样，指令长与登月舱驾驶员入睡前与任务控制中心讨论当天地质观测所得。

### 月球轨道独角戏
埃万斯在塞尔南与施密特登月期间独自驾驶服务与指令舱在月球轨道飞行，等待队友回归同时执行观测和科学任务。他操作科学仪器舱各种轨道科学设备，利用高空有利位置观察月表特征并拍照。为方便登月舱分离并着陆，服务与指令舱的轨道调整为椭圆形，埃万斯需确保航天器绕轨道旋转期间与月表距离基本一致。他观测可见地质特征，用手持相机记录部分视觉目标，还在“日出”时观测并画下日冕，所谓“日出”其实就是航天器从月球黑暗面进入光亮面、月球挡住大部分太阳时的景像。埃万斯结合曝光和地球反照光，拍摄航天器飞过时太阳尚未照亮的月表，厄拉多塞陨石坑、哥白尼环形山、東方海附近的照片都是这样摄制。据阿波罗17号任务报告记载，他不但拍下所有科研摄影目标，还拍下其他有兴趣的项目。

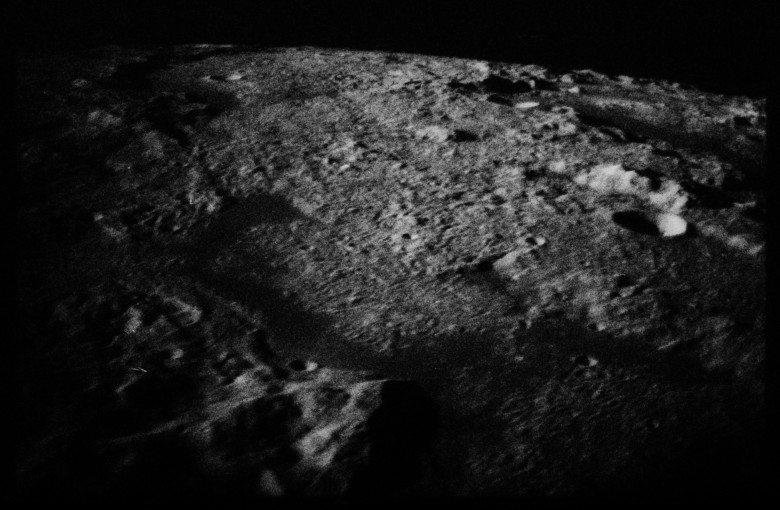
从服务与指令舱拍摄的东方海黑白照片，反映地球反照光对月表地形的照明效果，埃万斯自称看到显然源自此地的“闪光”

埃万斯与阿波罗16号乘组一样汇报看到显然源自月表的“闪光”，施密特也在月球轨道看到类似现象，人称月球瞬变现象。埃万斯自称在格里马尔迪环形山和东方海附近看到此类闪光。月球瞬变现象成因尚无定论，从埃万斯的汇报来看，看到闪光的两地都是月球内部釋氣地点。科研人员推测现象也可能是隕石撞击所致。
埃万斯的飞行计划非常繁忙，早上任务控制中心叫他起床都起不来，睡过头一小时。他在登月舱下降前发现用来打开食品袋的剪刀不知所踪，从塞尔南和施密特手中借来一把。科学仪器舱的仪器在埃万斯独自绕月飞行期间没有重大故障，只有探月器和地图相机遇到小问题。包括与队友共同度过的时光，埃万斯以148小时创下绕月轨道飞行时长新纪录。
埃万斯还负责在绕月轨道驾驶服务与指令舱，操纵航天器保持或改变轨道。除登月舱下降后的调整外，埃万斯还需在队友即将回归之际调整服务与指令舱轨道，人称平面变更机动，旨在将服务与指令舱轨道对齐登月舱最终轨道。他点火服务推进发动机并持续20秒达成目标。

### 返回

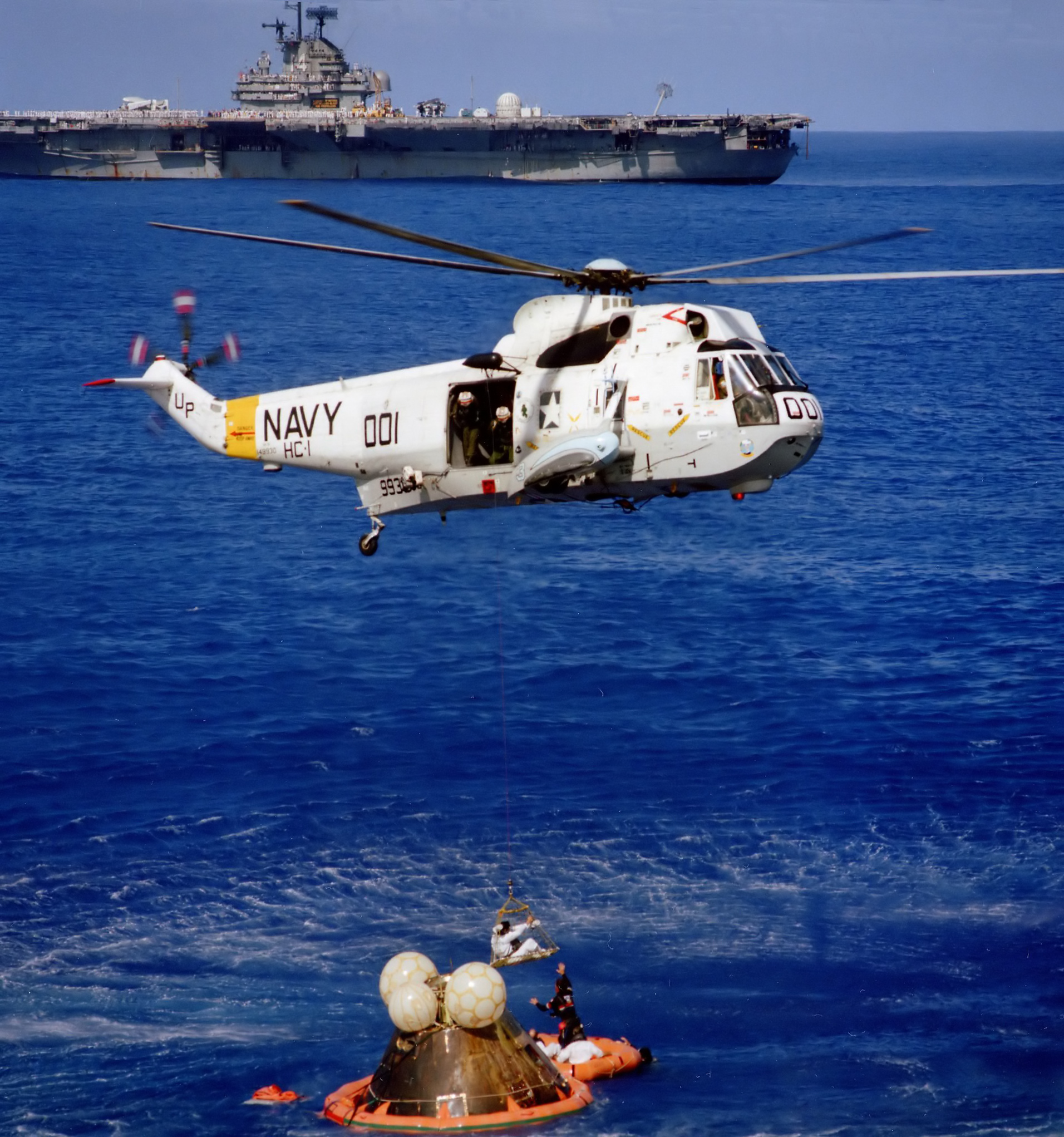
阿波罗17号溅落后获救

北美东部时区12月14日下午5点54分，塞尔南与施密特乘登月舱上升段从月表起飞，刚过七分钟就抵达绕月轨道。起飞约两小时后，塞尔南驾驶登月舱与埃万斯控制的服务与指令舱对接，乘组随后把设备和月岩样品从登月舱搬到服务与指令舱准备返回地球。完成搬运后航天员密封服务与指令舱同登月舱上升段之间的舱口，北美东部时区12月14日深夜11点51分抛弃登月舱。登月舱上升段接下来经遥控脱离轨道，撞击月表并由历次登月任务留下的地震仪记录。北美东部时区12月16日下午6点35分，服务舱推进发动机点火并持续120多秒，将航天器推入返地轨道。
埃万斯回程路上出舱取回科学仪器舱的胶片磁带，舱外活动耗时65分钟，施密特在舱口协助。航天器此时离地约29.6万公里，是史上第三远的“深空”舱外活动，即距离任何行星体都非常远。这不但是阿波罗计划最后一次舱外活动，也是史上最后一次深空舱外活动，另外两次均在阿波罗计划J任务返地阶段完成。
乘组返程途中操作服务舱的红外辐射计和紫外光谱仪，其间还点火九秒完成中途校正。12月19日乘组抛弃不再需要的服务舱，乘指令舱返回地球，再入后于北美东部时区当天下午2点25分溅落太平洋，距负责搜救的提康德羅加號航空母艦仅6.4公里。52分钟后，三名航天员乘搜救直升机平安登上航母。最后的阿波罗任务圆满收工，许多过往任务的飞行控制人员与航天员齐聚休斯顿任务控制中心，为“美国号”回归欢呼。

## 影响和部件位置

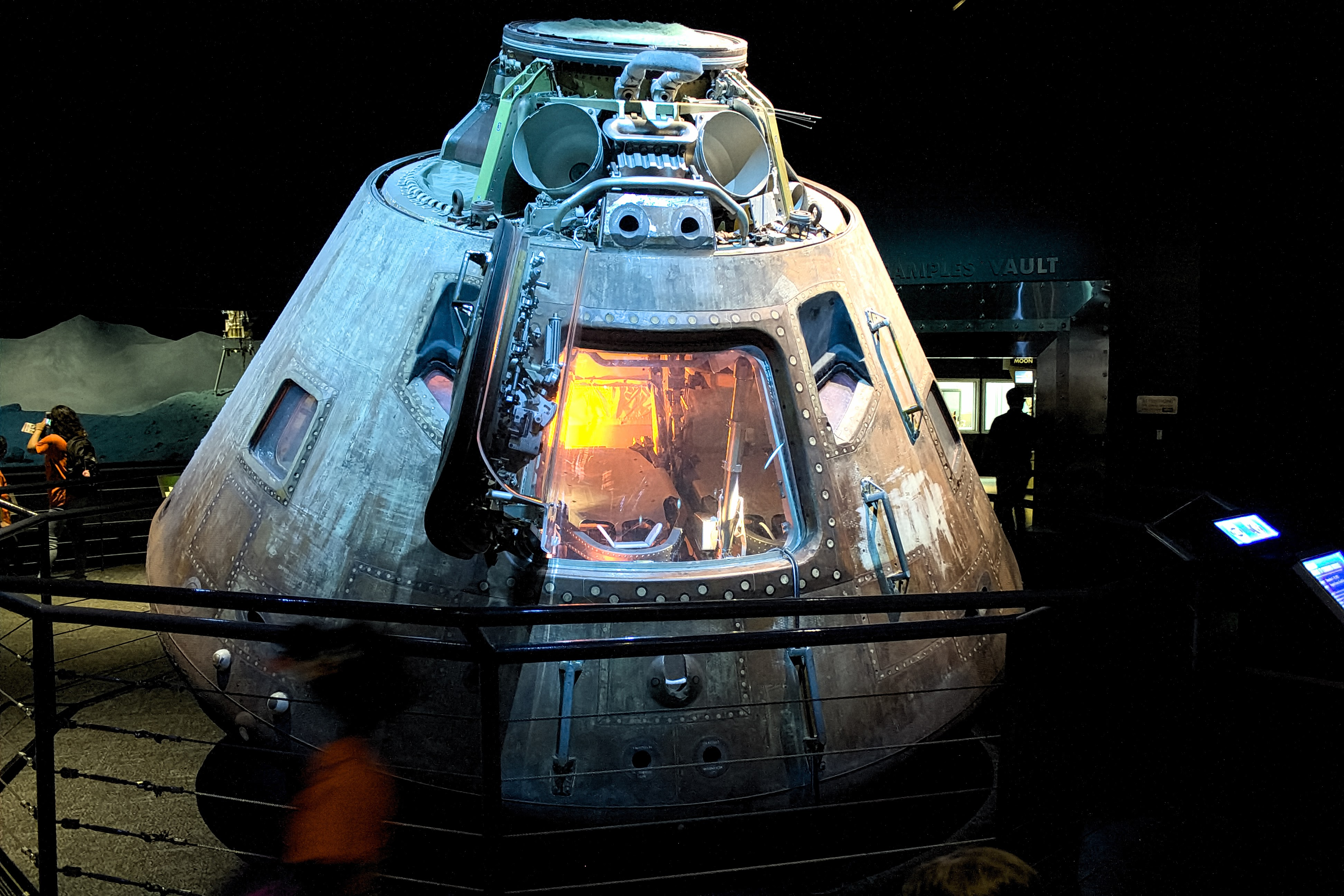
阿波罗17号“美国号”指令舱现在休斯顿太空中心展示

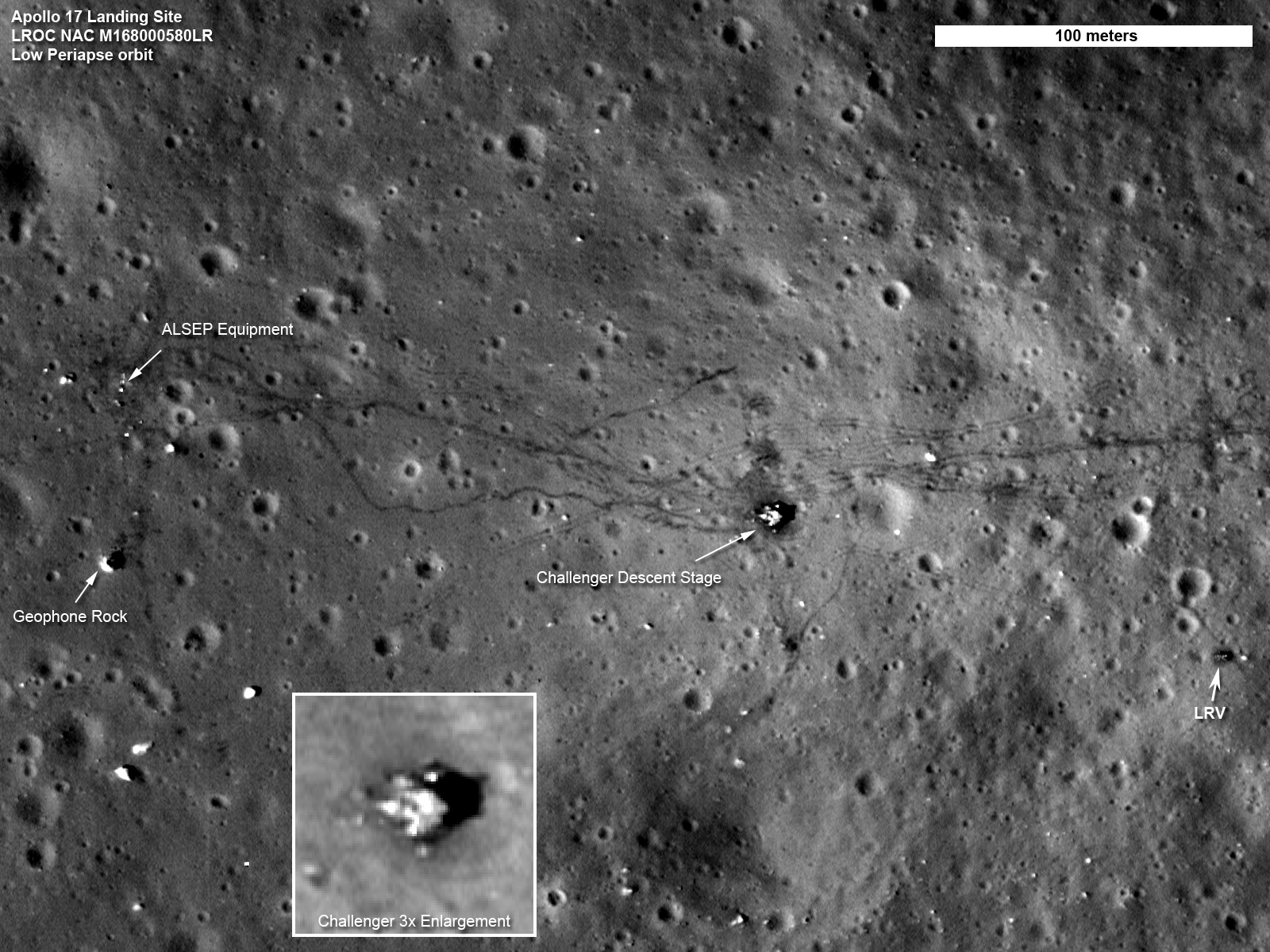
月球勘测轨道飞行器2011年拍下阿波罗17号任务地点，登月舱下降段位于中间，阿波罗月球车在右下方

阿波罗17号乘组再也没有飞上太空。塞尔南1976年从航空航天局和美国海军退役，2017年去世。埃万斯1976年从海军退役，1977年从航空航天局退休后进入私营机构，1990年与世长辞。施密特1975年从航空航天局辞职后当选新墨西哥州联邦参议员，任期六年。
“美国号”指令舱现在休斯顿林登·约翰逊太空中心休斯顿太空中心展出。“挑战者号”登月舱上升段在协调世界时1972年12月15日早上6点50分20.8秒（北美东部时区凌晨1点50分）撞击月表，撞击点坐标19°58′N 30°30′E / 19.96°N 30.50°E。下降段留在月表着陆点，坐标20°11′27″N 30°46′18″E / 20.19080°N 30.77168°E。塞尔南的阿波罗17号航天服1974年移交史密森尼学会后由美国国家航空航天博物馆收藏，施密特的航天服放在博物馆保罗·加伯大楼。博物馆发言人阿曼达·杨2004年表示，所有登月航天服以施密特的保存最完美，暂不向公众展示。埃万斯的航天服同样在1974年移交博物馆收藏至今。
2009和2011年，月球勘测轨道飞行器从逐渐降低的绕月轨道拍摄阿波罗17号着陆点照片。2018年，德国航天公司PTScientists宣布计划将两辆月球车送到阿波罗17号着陆点附近。

## 脚注
1. ↑  Orloff 2004，Statistical Tables: Launch Vehicle/Spacecraft Key Facts.
2. ↑  Orloff & Harland 2006，第585頁.
3. ↑  Orloff & Harland 2006，第581頁.
4. 1 2 3 4 5 6 7 8 9 10 11 12 13 14 15  Wade.
5. 1 2 3 4 5  Mission Overview.
6. ↑  NSSDC Master Catalog.
7. 1 2  Astronaut Friday.
8. 1 2 3  Extravehicular Activity.
9. 1 2 3  Orloff 2004，Apollo 17: The Eleventh Mission.
10. ↑  Apollo 17 Crew.
11. 1 2 3 4 5 6 7 8  Jones & Glover 2014.
12. ↑  Apollo 14 Crew.
13. ↑  Craters of the Moon.
14. ↑  Wilhelms 1993，第309–310頁.
15. ↑  Kraft 2002，第346–348頁.
16. ↑  News released.
17. 1 2  MSC 71-56.
18. 1 2  Orloff & Harland 2006，第507–508頁.
19. ↑  Shayler & Burgess 2017，第289–290頁.
20. ↑  Chaikin 1995，第549頁.
21. 1 2  Phinney 2015，第130頁.
22. ↑  Slayton & Cassutt 1994，第279頁.
23. ↑  Riley 1972.
24. ↑  Shayler & Burgess 2017，第296頁.
25. ↑  Orloff & Harland 2006，第471頁.
26. ↑  Slayton & Cassutt 1994，第184頁.
27. ↑  Hersch 2009.
28. ↑  Brooks, Grimwood, & Swenson 1979，第261頁.
29. ↑  Compton 1989，第377頁.
30. ↑  Williams 2012.
31. ↑  Orloff & Harland 2006，第566頁.
32. ↑  Orloff & Harland 2006，第577頁.
33. 1 2  Mission insignia.
34. ↑  Lattimer 1985，第93頁.
35. ↑  Lattimer 1985，第94頁.
36. ↑  Chaikin 1995，第509頁.
37. ↑  Uri 2020.
38. ↑  NYT19700109.
39. ↑  Shayler & Burgess 2017，第207頁.
40. ↑  Logsdon 2015，第154–159頁.
41. 1 2 3  Landing Site Overview.
42. ↑  Wilhelms 1993，第312頁.
43. ↑  Wilhelms 1993，第313頁.
44. 1 2  Wilhelms 1993，第314頁.
45. ↑  Site Selection Board.
46. ↑  Mason 2011.
47. 1 2  Phinney 2015，第95頁.
48. ↑  Wilhelms 1993，第316–317頁.
49. ↑  Phinney 2015，第129–139頁.
50. ↑  Phinney 2015，第131頁.
51. ↑  Phinney 2015，第102頁.
52. ↑  Phinney 2015，第147–149頁.
53. 1 2  Orloff & Harland 2006，第508頁.
54. ↑  Apollo 17 Press Kit，第97–99頁.
55. ↑  Hardware.
56. ↑  Apollo 17 Press Kit，第97頁.
57. ↑  Orloff & Harland 2006，第26頁.
58. ↑  Sharp 2018.
59. ↑  Saturn V.
60. ↑  Orloff & Harland 2006，第584–585頁.
61. 1 2 3 4  Orloff & Harland 2006，第512頁.
62. 1 2 3  Benson & Faherty 1978.
63. 1 2  Apollo 17 Press Kit，第15頁.
64. 1 2  Apollo 17 Press Kit，第16頁.
65. 1 2  Orloff & Harland 2006，第510頁.
66. 1 2 3  Orloff & Harland 2006，第601–602頁.
67. 1 2 3 4  Orloff 2004，Statistical Tables: Lunar Surface Experiments.
68. 1 2  Science Experiments.
69. ↑  Chaikin 1995，第467–469, 478, 513頁.
70. ↑  Lunsford 2017.
71. 1 2 3 4 5 6  Jones & Glover 2013.
72. ↑  Stern 1999.
73. ↑  Kovach 1972.
74. ↑  Lunar Ejecta and Meteorite.
75. ↑  Talcott 2019.
76. ↑  Lunar Roving Vehicle.
77. 1 2  Surface Electrical Properties.
78. ↑  Orloff 2004，Statistical Tables: Extravehicular Activity.
79. ↑  Apollo 17 Press Kit，第46頁.
80. ↑  Lunar Neutron Probe.
81. ↑  Johnson et al. 1975，Ch. 4.
82. ↑  Apollo 17 Preliminary Science Report，第26-1–26-14頁.
83. ↑  Burgess & Dubbs 2007，第320頁.
84. ↑  Johnson et al. 1975，Part IV, Ch. 4.
85. ↑  Johnson et al. 1975，Part IV, Ch. 1.
86. 1 2 3  Lunar Science.
87. ↑  Apollo 17 Press Kit，第56–59頁.
88. 1 2  Osborne, Pinsky & Bailey 1975.
89. ↑  Apollo 17 Preliminary Science Report，第20-1–20-2頁.
90. ↑  Apollo 17 Preliminary Science Report，第14-1—14-2頁.
91. ↑  S-Band Transponder.
92. 1 2  Launch Operations.
93. ↑  Orloff 2004，Statistical Tables: Launch Windows.
94. ↑  Chaikin 1995，第495, 498頁.
95. ↑  Orloff & Harland 2006，第511頁.
96. ↑  Orloff & Harland 2006，第514頁.
97. ↑  Orloff & Harland 2006，第214頁.
98. ↑  Woods & Feist 2017.
99. ↑  Cosgrove 2014.
100. ↑  Orloff & Harland 2006，第514–515頁.
101. 1 2 3  Jones & Glover 2018.
102. 1 2 3  Orloff & Harland 2006，第519頁.
103. ↑  Orloff & Harland 2006，第515頁.
104. 1 2  Orloff 2004，Statistical Tables: General Background.
105. ↑  Surface Operations Overview.
106. ↑  Jones & Glover 2012.
107. ↑  Riley, Woods, & Dolling 2012，第165頁.
108. ↑  Gohd 2019.
109. ↑  Down the Ladder.
110. ↑  Jones & Glover 2017.
111. ↑  Brzostowski & Brzostowski 2009，第414–416頁.
112. ↑  Orloff & Harland 2006，第516頁.
113. ↑  EVA-2 Wake-up.
114. ↑  Transcription.
115. ↑  Chaikin 1995，第542頁.
116. ↑  Swift 2021，第1043–1045, 1085頁.
117. ↑  Swift 2021，第1053–1058頁.
118. ↑  Chaikin 2014.
119. 1 2  Chaikin 1995，第527–530頁.
120. ↑  Swift 2021，第1062–1063頁.
121. ↑  Cortright 2019，第276頁.
122. ↑  Swift 2021，第1070–1071頁.
123. ↑  Craddock 2002.
124. ↑  Garrick-Bethell 2009，第356–359頁.
125. ↑  76535.
126. ↑  Chaikin 1995，第543頁.
127. ↑  Jones & Glover 2016.
128. ↑  Post-EVA-3 Activities.
129. 1 2  Ronald E. Evans.
130. ↑  Fowler 1999.
131. ↑  Zook, Potter & Cooper 1995，第1577頁.
132. ↑  Apollo 17 Mission Report，第10-34–10-38頁.
133. ↑  Apollo 17 Mission Report，第10-37頁.
134. ↑  Crotts 2014，第268–269頁.
135. ↑  TLP Study.
136. ↑  Chaikin 1995，第532頁.
137. 1 2  Apollo 17 Mission Report，第10-38頁.
138. ↑  Howell 2013.
139. 1 2  Orloff & Harland 2006，第518頁.
140. ↑  LePage 2017.
141. ↑  Orloff & Harland 2006，第520頁.
142. ↑  Chaikin 1995，第550頁.
143. ↑  Chaikin 1995，第587–588, 591頁.
144. ↑  Eugene Andrew Cernan.
145. ↑  Ronald Ellwin Evans.
146. ↑  Harrison Hagan Schmitt.
147. 1 2  CM Location.
148. ↑  CM Location 2.
149. ↑  Cernan spacesuit location.
150. ↑  Jones & Glover 2006.
151. ↑  Evans spacesuit location.
152. ↑  Neal-Jones, Zubritsky & Cole 2011.
153. ↑  PTScientists.